# Sírbuckák
A J. R. R. Tolkien Középfölde-univerzumában a Sírbuckák (más néven Tyrn Gorthad) egy füves, fátlan vidék, alacsony dombokkal a Megye és Brí közötti területen, az Öregerdő mellett. "Mindegyik dombon zöld halmok emelkednek, némelyiken pedig jókora kődarabok meredeztek az ég felé, mintha egy csorba fogsor állna ki egy óriás zöld ínyéből."
E buckákat először az edánok ősei használták temetkezési helyként az Elsőkorban, még azelőtt, hogy a Keletlakók betörése elől menekülve Beleriandba költöztek volna. Később a Númenor pusztulását túlélő dúnadánok (az edánok utódai, akiket a Másodkortól Nyugathon embereinek is neveztek) visszatértükkor újra itt telepedtek le és a Sírbuckákon temetkeztek. "A halott királyok és királynék koporsóján aranyat halmoztak fel, aztán dombokat emeltek fölébük, a kőkapuk bezárultak, és mindent benőtt a fű."
Amikor Elendil visszatért Középföldére, a terület az Arnori Birodalom része volt, majd a birodalom felbomlása után – már Tyrn Gorthad néven – a Cardolan Királyság központja lett. 
Rhudaur lerohanása után Cardolan dúnadánjai itt sáncolták el magukat, a királyság azonban 1409-ben elesett. Miután a Fekete Vész megölte a Sírbuckákon rejtőzködő dúnadánok maradékát, Angmar Boszorkányura gonosz szellemeket küldött a halmokba, hogy odaköltözzenek: ők voltak a buckamanók.
|  | Alább a cselekmény részletei következnek! |

A Gyűrűháború előtt, Bríbe tartó útjuk közben Frodót és társait  a Sírbuckák között csapdába ejtették a buckamanók. Valószínűleg abban a kőhalomban raboskodtak, melyben Cardolan utolsó hercegének sírja volt. Bombadil Toma mentette meg őket és a sírboltban talált tőrök közül választott kardokat a hobbitoknak. Trufa tőre később szerepet játszott az angmari Boszorkányúrnak, a Nazgúlok Urának az elpusztításában.